# Бічний приціл
Бічний приціл — допоміжне пристосування у стрілецькій (вогнепальній) зброї (як правило у гвинтівок), яке використовується для наведення її на ціль яка знаходиться в зоні граничної дальності польоту кулі (або, залежно від характеристик зброї, в зоні дійсного вогню), але за межами прицільної дальності основного прицілу (тобто дальності відповідної найбільшому поділу основного прицілу зброї).

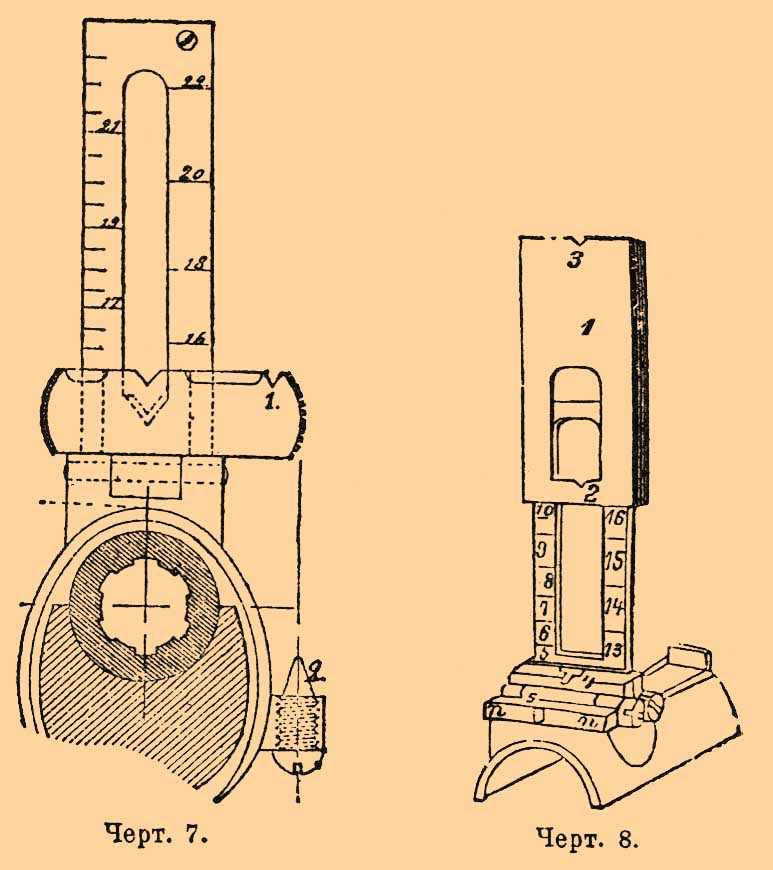
На кресленні № 7 зображений приціл гвинтівки, де цифрою 1 позначено додатковий проріз бічного прицілу, а цифрою 2 — бічна мушка.

Наприкінці XIX — початку XX століття відбулося масове «захоплення» військових і конструкторів зброї дальністю і точністю стрільби, в основному те, що сталося в результаті декількох досить суперечливих епізодів Франко-прусської і Російсько-турецької війн. У цей період на озброєння приймалися гвинтівки, які мали прицільні пристосування, розмічені для стрільби на відстані близько декількох кілометрів. Наприклад, російська гвинтівка зразка 1891 року мала приціл, розмічений до 3200 кроків (2276 м), а англійські Lee-Metford і Lee-Enfield — основний приціл до 1600 ярдів (1463 м) і додатковий бічний до 2800 ярдів (2560 м). 
Причина появи бічних прицілів полягала у тому, що для стрільби на великі дистанції, користуючись серединним прицілом, довелося б мати занадто довгу рамку прицілу, і притому не можна було б впирати приклад в плече (останнє сильно ускладнювало прицілювання і створювало проблеми з компенсацією віддачі). Для усунення цих незручностей (шляхом додаткової бічної мушки) була зменшена довжина прицільної лінії, що дало можливість практично не змінюючи цілик значно збільшити кути прицілювання, а отже і її дальності. 
Однак, прицільний вогонь по одиночній цілі зі стрілецької зброї на такій дальності був уже практично неможливий, оскільки таке завдання в рази перевершує можливості людського зору. Проте бічний приціл використовувався при стрільбі навісом по груповій цілі, яку здійснювали залпами («плутонгова стрільба»). Стрільців вчили брати при стрільбі поправку на вітер і вести вогонь по невидимій цілі, розташованій за укриттям або складкою рельєфу місцевості. Стрільба з ручної зброї на дистанції близько кілометра вважалася нормальною і була цілком поширеною практикою при бойовій підготовці особового складу. Але на практиці ефективність такого вогню вже в той час була досить спірною, позаяк при значній витраті набоїв шкода, яка наносилася противнику рушничним обстрілом з дистанції понад 1000 метрів часто мало не символічною.
Поширення автоматичної зброї на початку XX століття значно скоротило таку практику, витиснену набагато більш ефективним веденням вогню зі станкового кулемета, проте внаслідок інерції мислення уявлення військових теоретиків про дальності застосування ручної стрілецької зброї в майбутніх війнах все ж залишалися істотно завищеними.
В ході бойових дій під час Другої світової війни швидко з'ясувалося, що в умовах високої насиченості військ артилерією, мінометами, бронетехнікою і гранатометами реальна дальність ведення вогню зі стрілецької зброї вже не перевищує трьохсот метрів, а основні бойові дії з використанням легкої стрілецької зброї найчастіше розгортаються в межах однієї-двох сотень метрів. В таких умовах перемогу в бою, як правило, брала не та сторона, яка була озброєна більш точною і далекобійною зброєю, а та, яка забезпечувала найбільшу щільність вогню в ближньому бою. Цілі ж, далі трьохсот метрів, виявилося багато раціональніше вражати за допомогою більш важких видів зброї, так що ведення по ним вогню зі стрілецької зброї, за винятком снайперської, і навіть кулеметів, стало вважатися недієвим і практично перестало застосовуватися.
Однак, ідея використання бічних прицілів жива і по теперішній час. Зокрема таким прицілом забезпечений американський підствольний гранатомет M203. У 2012 році, в місті Лас-Вегасі американські виробники стрілецької зброї представили нову модель самозарядної гвинтівки AR-15 з класичним прицілом винесеним убік. На відміну від своїх попередників, даний приціл має прямо протилежне призначення і призначається для бою на коротких дистанціях і в обмежених просторах.